# Successió de Tamerlà
La successió de Tamerlà a la seva mort el 1405 no va seguir el que el gran amir havia previst. La seva voluntat no fou respectada i alguns prínceps van competir be per assolir la successió a Transoxiana o bé per consolidar el seu poder en les províncies que tenien assignades.

## Iniciativa de Sultan Husayn
Després de la mort de Tamerlà, quan el seu taüt ja havia sortit cap a Samarcanda, es va decidir continuar cap a la Xina i es van enviar missatgers a l'ala dreta de l'exèrcit (manada per Khalil Sultan, que era a Taixkent) i a l'ala esquerra (manada per Sultan Husayn, que era a Sabran) per demanar la seva incorporació a l'exèrcit; tot l'exèrcit s'havia de trobar a Juklek, uns km a l'est d'Otrar. Sultan Husayn Mirza, cap de l'ala esquerra, no va fer cas a la petició formulada pels amirs i prínceps; va llicenciar a l'exèrcit i amb mil homes va creuar el Sihun a Khujend i es va dirigir a Samarcanda via Kazak. Els correus que l'havien anar a cridar, van aportar la noticia dels seus actes, que van deixar molt sorpresos als emirs, singularment a Xaikh Nur al-Din i Xah Malik
Els amirs van demanar al governador de Samarcanda, Arghun Xah, de no deixar-lo entrar a la ciutat; el mateix avis es va enviar a les emperadrius; igualment es va alerta a Khalil Sultan a Taixkent i li demanaven anar amb les tropes cap al camp d'herbes d'Akar on podrien acampar perfectament. Ibrahim Sultan amb els amirs Nur al-Din i Shah Malik van sortir de la zona d'Otrar on eren, en direcció a Samarcanda (l'amir Berdi Beg es va quedar al comandament a Otrar).
Però a Taixkent l'acció de Sultan Husayn va desfermar el pànic i el príncep Muhammad Umar i els amirs Kodadad Husayni, Yadghar (Yadghiar o Yadgar) Shah Arlat, Xams al-Din Abbas i Ali Burunduk (entre d'altres) van decidir avançar-se a Sultan Husayn i proclamar emperador a Khalil Sultan a la pròpia Taixkent, sense consultar ni a altres amirs i prínceps ni a les emperadrius.
Sultan Husayn, fill d'una filla de Timur (de nom Agha Begi), va intentar agafar el poder a Samarcanda abans de l'arribada de Khalil, atraient a l'exèrcit; però lògicament no va poder entrar a Samarcanda i el seu intent va fracassar. Va fugir al Khurasan (província mongola) amb el seu oncle Xah Rukh (que més tard el va fer executar).

## Proclamació de Khalil Sultan
L'amir Berendak (fill de Jahan Xah) va anar a veure als altres prínceps i emperadrius que estaven acampats a Aksulat, on també estaven els amirs Nur al-Din i Shah Malik. Aquests dos amirs van rebutjar la pretensió de reconèixer a Khalil Sultan en contra del que Timur havia ordenat a les seves darreres voluntats. Inicialment Berendak va acceptar el punt de vista dels dos amirs i fou enviat a Taixkent per convèncer a la resta. L'endemà al matí l'exèrcit acampat a Aksulat, amb les emperadrius, mirzes i amirs lleials, va continuar cap a Samarcanda amb el príncep Ulugh Beg i l'amir Shah Malik agafant el comandament de la dreta i el príncep Ibrahim Sultan i l'amir Nur al-Din el de l'esquerra; els dos prínceps només tenien 11 anys i Ulug Beg era una mica mes gran per 4 mesos i 20 dies. L'exèrcit va arribar a Karajak i d'allí va passar a Samarcanda on Argun Shah, que havia pres partit per Khalil Sultan, els va tancar les portes. L'exèrcit es va haver de retirar cap a Kuhek i d'allí a Aliabad a Sogdiana, on es va celebrar una assemblea de prínceps, amirs i emperadrius. Es va decidir que anirien a Bukharà però abans es va acceptar que l'amir Nur al-Din tornaria a Samarcanda per intentar convèncer als rebels. El 12 de març de 1405 Nur al-Din va marxar cap a Samarcanda però no va aconseguir res i va tornar al campament d'Aliabad.

## Els amirs agafen el control
Berendak mentre va tornar a Taixkent, va convèncer als amirs de reconèixer la voluntat de Timur que designava hereu a Pir Muhammad i es va signar un document oficial que va signar fins i tot Khalil Sultan; aquest document fou enviat a Pir Muhammad. Però Khalil (el fill de Miran Shah) tenia el suport d'alguns amirs, que li van aconsellar dirigir-se a Samarcanda, agafar el control de la ciutat, i proclamar-se gran emir, just mentre s'enviava el missatge de reconeixement de Pir Muhamnmad (el hereu designat) que tot i tenir el suport de la majoria d'amirs, estava absent.
Berendak, Rustem Taji Bugha i altres amirs es van dirigir a Samarcanda amb pocs soldats, amb la idea de fer reconèixer la voluntat de Timur. Van travessar el riu Sihun amb un pont que després van destruir i van acampar a Atxik Ferkint. Khalil Sultan i els seus, no obstant, van reconstruir el pont i el va creuar amb l'exèrcit. Berendak i els seus van arribar a Duabe. Allí van trobar a l'amir Jalal Baurji que anava a unir-se al partit de Khalil i els va informar de que Argun Shah havia tancat les portes de Samarcanda.
Berendak i els amirs van tornar a passar al partit de Khalil violant els seus juraments. El acord signat pel qual reconeixien a Pir Muhammad fou declarat anul·lat i es va jurar fidelitat altre cop a Khalil. L'amir Rustem Tagi Bugha no obstant, no va seguir el mateix camí i se’n va anar a trobar amb els prínceps, les emperadrius i els amirs que eren a Aliabad. Es va decidir que les emperadrius anirien a Samarcanda i els prínceps i amirs es retirarien a Bukharà i enviarien copia del testament a Pir Muhammad. Els amirs que van quedar al camp lleialista foren Atilmish, Tevekul Karkara, Hasan Jagadul, Aflan Khoja Terkan, Shams al-Din Almaleghi, Ustui, Musa Rekmal, Berteri i Vefadar (entre d'altres).

## Divisió entre partidaris de Khalil Sultan i legitimistes
El 14 de març de 1405 els prínceps Ulugh Beg i Ibrahim Sultan es van dirigir a Bukharà (on governava Hamza Barles) amb els amirs Nur al-Din i Xah Malik. Les emperadrius van restar de moment a Aliabad. Les emperadrius amb els petits prínceps com Baykara, Adigel, Sad Vaccas, Soyurgatmix i altres es van dirigir a Samarcanda on no se’ls va obrir la porta i van haver de pernoctar als jardins de Shah Rukh, fora de la ciutat. Al dia següent van poder entrar i es van allotjar al Kanikha de Muhammad Sultan, on estava el taüt de Timur; estaven també presents el príncep Muhammad Jahangir (primogenit de Muhammad Sultan), les princeses Khan Zade i Rukya o Rokia Khanika i diversos grans del regne.
Els prínceps i amirs que havien anat cap a Bukharà van arribar el 15 de març de 1405 a la fortalesa de Debbus. Un parell de dies després Khalil Sultan, amb els amirs que li donaven suport i el seu exèrcit va arribar a Samarcanda on fou rebut com a emperador. Arghun Shah el va sortir a rebre i li va fer entrega de les claus de la ciutat, del castell i de les cadenes del tresor. Els prínceps i amirs que anaven a Bukharà van arribar a aquesta ciutat i van conèixer el que passava a Samarcanda a través de Rustem Barles (el germà del governador de Bukhará), que va anar de Samarcanda a Bukharà amb la notícia. Allí els prínceps i amirs van visitar la tomba del profeta Job i es van allotjar al castell.

## Coronació de Khalil Sultan
El 17 de març de 1405 Khalil Sultan fou coronat a Samarcanda. La seva primera decisió fou nomenar kan (figura que Tamerlà havia deixat vacant des del 1403 quan va morir Sultan Mahmud Khan) al jove príncep Muhammad Jahangir (de 9 anys), fill de Muhammad Sultan (fill de Jahangir, el fill gran de Timur) i nebot de l'hereu Pir Muhammad. El 19 de març va anar a la tomba de Timur a retre-li honors. Des del primer moment va mostrar una prodigalitat excessiva, repartint les riqueses acumulades entre els amirs i notables.
Xadi Mulk, la nova reina, va pujar meteòricament, però la lleialtat de l'exèrcit s'havia de comprar amb les reserves dels espolis del temps de Timur. Sota la influencia de Xadi Mulk, els amirs van caure del favor reial un per un, fins que Khalil Sultan va confiar exclusivament en la seva bella esposa per obtenir consells sobre assumptes d'estat. Khalil fou reconegut al cap d'unes setmanes per Xah Rukh de Khurasan a canvi de la devolució de les seves propietats i les dels seus emirs a Samarcanda. Posteriorment però Xah Rukh va donar suport a Pir Muhammad ibn Jahangir. Khalil Sultan va alliberar els ambaixadors xinesos retinguts, sobrevivents de les dues ambaixades que havien estat detinguts per Timur feia una dècada (que arribaran a Nanking el 1407)

## Pir Muhammad reclama els seus drets
Pir Muhammad va anar de Kabul a Balkh (finals de l'any 1405) amb un exèrcit. Al hivern Pir Muhammad, que es trobava a Balkh, va demanar ajut a Shah Rukh que acabava de reconèixer a Khalil. Aquest va enviar el seu fill Ulug Beg i al emir Xah Malik amb un exercit a Shaburgan i Ankhud, però no es va prendre cap iniciativa.

## Campanya de Pir Muhammad
Finalment Pir Muhammad va poder convèncer a Xah Malik de fer una campanya conjunta a Transoxiana. Es va lliurar batalla prop de Karshi i Pir Muhammad fou derrotat (febrer) i va haver de tornar enrere. Pir Muhammad i el seu amir Pir Ali Taz Sulduz (fill de l'amir Mengli Bugha Suldus, hereu d'Oljei Bugha Sulduz que fou cap dels Sulduz de Balkh als inicis de Timur) es reorganitzen i ocupen la fortalesa de Shadman al Čaghaniyan

## Mort de Pir Muhammad
Un any després Pir Muhammad fou assassinat en un complot del seu principal amir Pir Ali Taz Sulduz que havia obtingut el suport d'altres emirs. Intenta agafar el poder per a si però no ho aconsegueix i acaba derrotat sent mort pels seus propis seguidors el 1408.